# Owen Martell
Owen Martell (nascut el 1976 a la ciutat d'Exeter, comtat de Devon, Gal·les) és un escriptor gal·lès qui amb la seva primera novel·la en gal·lès titulada Cadw thy faith (germà) va guayar el premi Gomer Press l'any 2000. Va publicar la seva segona novel·la Dyn yr Eiliad l'any 2003. Martell va créixer a Pontneddfechanl, sud de Gal·les, i va estudiar a les universitats de Aberystwyth i Oxford.

## Obres[2][3]
- Intermission (novel·la, Heinemann/Random House, 2013)
- Dolenni Hud (contes, Gomer, 2008)
- Dyn yr Eiliad (novel·la, Gomer, 2003)
- Cadw dy ffydd, brawd (novel·la, Gomer, 2000)